# Henryk Nitra
Henryk Nitra (ur. 18 czerwca 1891 w Szobiszowicach, zm. 30 sierpnia 1948 w Cieszyne) – rzeźbiarz i malarz, pionier sztuki polskiej na Śląsku Cieszyńskim. 

## Życiorys
Urodził się w Szobiszowicach, wówczas w Austro-Węgrzech, a obecnie w Czechach, na rzece Łucynie, polsko-czeskiej granicy językowej, w niezamożnej chłopskiej rodzie Filipa i Joanny z domu Palarczyk. Po ukończeniu szkoły ludowej terminował u majstra stolarskiego Jana Gawlasa we Frydku, potem kształcił swój talent w Średniej Szkole Rzeźbiarskiej w Wałaskim Międzyrzeczu, gdzie był jedynym Polakiem, który tę szkołę ukończył. Dalej próbował kształcić się w Monachium, studiując malarstwo i rzeźbę. Po roku z powodu braku środków do życia musiał przerwać studia. Po krótkim pobycie w domu piechotą udał się do Wiednia ponawiając próbę kontynuacji kształcenia w rzeźbie i malarstwie. I tym razem brak środków finansowych zmusił młodego Henryka do powrotu w rodzinne strony. Ostatnią próbą ukończenia studiów za granicą był krótki pobyt w Legnicy na Dolnym Śląsku, gdzie kształcił się pod kierunkiem prof. Boeskla. Gdy wybuchła pierwsza wojna światowa skierowany został do oddziału, którego zadaniem było budowanie cmentarzy i nagrobków dla poległych żołnierzy w Krakowie i okolicy. W latach 1914–15 wziął udział w budowie „Pomniku na wzgórzu Kaim“ upamiętniającego bitwę, jaką w grudniu 1914 r. podczas I wojny światowej stoczyły pod Krakowem wojska austro-węgierskie z wojskiem carskim. 
Po wojnie osiedlił się w Żermanicach na małym gospodarstwie rolnym i ożenił się z Jadwigą z Mikołajczyków. W latach 1920–1922 przebywał w Krakowie na Akademii Sztuk Pięknych u prof. Konstantego Laszczki. Teoretycznie studia uzupełnił w Poznaniu i Berlinie. Po powrocie do Żermanic otworzył warsztat, który wkrótce przeniósł do sąsiednich Błędowic Górnych, do małego gospodarstwa rolnego. Imał się różnych prac, ale głównie rzeźbił ludzi ze swojego otoczenia, górników, hutników, chłopów, górali i tych, którzy z jego środowiska wyrośli. Ze swoimi rzeźbami wędrował po Śląsku Cieszyńskim i za półdarmo je sprzedawał. Jego rzeźby można jeszcze dziś znaleźć w wielu domach prywatnych. Impulsem do dalszej pracy były pochwalne opinie o jego obrazie pt. “Wawel“, który wysłał na polonijną wystawę sztuki w Chicago (1921). W roku 1929 wziął udział w pierwszej polskiej wystawie krajowej Polaków w Czechosłowacji w Czeskim Cieszynie. W tymże roku jego prace pojawiły się na Wystawie Krajowej w Poznaniu i uzyskały bardzo pochlebne opinie. To ośmieliło artystę i swoją twórczość prezentował na kolejnych wystawach w Ostrawie, Katowicach, Karwinie i Frysztacie, gdzie uzyskał złoty medal. Na wystawach we Frensztacie (1934) i Frydku (1935) przyznano mu za rzeźby nagrody i dyplomy pochwalne. W roku 1936 wziął udział w ogólnokrajowej wystawie w Krakowie. W okresie przed drugą wojną światową był aktywnym współzałożycielem Polskiego Związku Literacko-Artystycznego w Czechosłowacji i był członkiem jego zarządu.
Druga wojna światowa wypędziła Nitrę do Lwowa, potem schronił się w Krakowie, zarabiając na chleb w składzie drzewa lub jako pokostnik. Nie zapomniał o sztuce – dorabiał na życie malując. Po wojnie wrócił w rodzinne strony. Ponieważ utracił prawo powrotu do rodzinnego domu, osiadł w Cieszynie. Z zapamiętałością Syzyfa zabiegał o ożywienie życia kulturalnego miasta, był przewodniczącym Sekcji Plastyki Amatorskiej przy Zarządzie Głównym Macierzy Ziemi Cieszyńskiej, powołał i był pierwszym prezesem delegatury Związku Polskich Artystów Plastyków w Cieszynie. Zorganizował dwie wystawy w Cieszynie i w Wiśle, wziął udział w wystawie polskich artystów malarzy w Czeskim Cieszynie. Stale rzeźbił, malował, jednak o sprzedaniu droższego obrazu nie było mowy i stale miał problemy materialne. Choć siły go opuszczały, snuł szerokie plany i do końca życia pomimo choroby był bardzo aktywny. Jak stwierdził Gustaw Morcinek, Henryk Nitra był „typowym śląskim selfmademanem przepychającym się łokciami przez życie, zawdzięczającym to wszystko, co osiągnął sobie samemu“. Zmarł nagle 30 sierpnia 1948 roku. Spoczął na cmentarzu komunalnym w Cieszynie przy ul. Katowickiej..

## Twórczość
O ile życie Henryka Nitry jest przykładem ciężkiego losu artysty wywodzącego się z ubogich warstw ludu, o tyle jego dorobek twórczy i działalność w środowisku artystycznym Śląska Cieszyńskiego były bardzo bogate. Obok realistycznych rzeźb pełnopostaciowych, popiersi, płaskorzeźb i reliefów, jego „specjalnością” były tryptyki ilustrujące codzienne trudy życia ludzi tej ziemi, starających się w pokorze, w trudzie i znoju uzyskać swój kawałek chleba. Kochał ziemię rodzinną i ukazywał ją w akwarelach i obrazach olejnych. Był też Nitra twórcą fragmentów wystrojów kościołów. Wykonywał rzeźby, meble, sprzęty kościelne. Akcenty rodzime można znaleźć w pracach o treści religijnej jak rzeźby Chrystusa, Z jarmarku, Górnicy,Pijak, Zbójnicy, Górnik czy płaskorzeźby „Śląska Madonna“, Paweł Stalmach, Jan Kubisz i poseł Tadeusz Reger, Żniwa, Pokłon w szopce . Spod jego dłuta wyszły m.in. ołtarze w ewangelickiej kaplicy w Szumbarku, ewangelickich kościołach w Orłowej i Na Niwach w Czeskim Cieszynie.

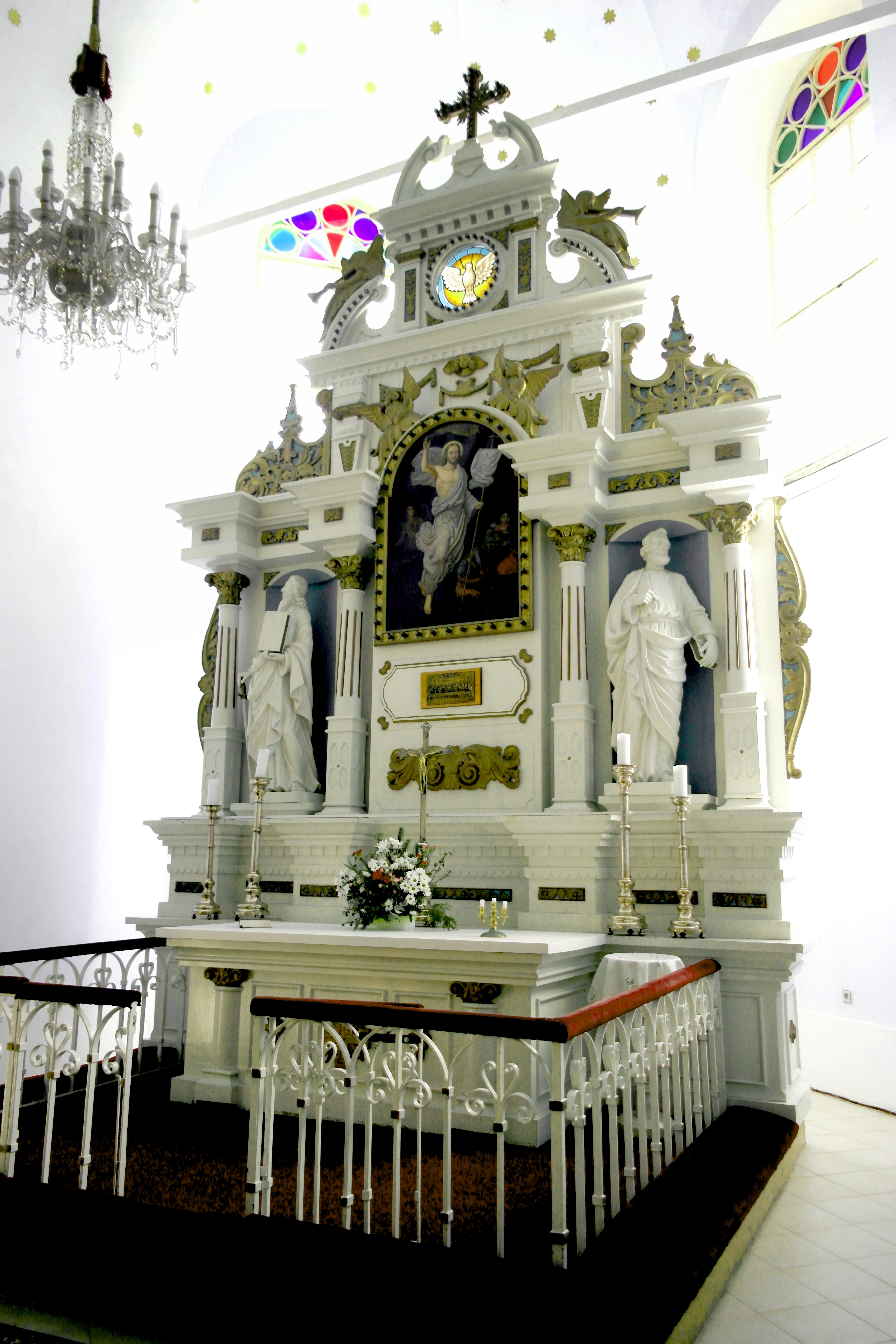
Ołtarz w kościele ew. w Orłowej
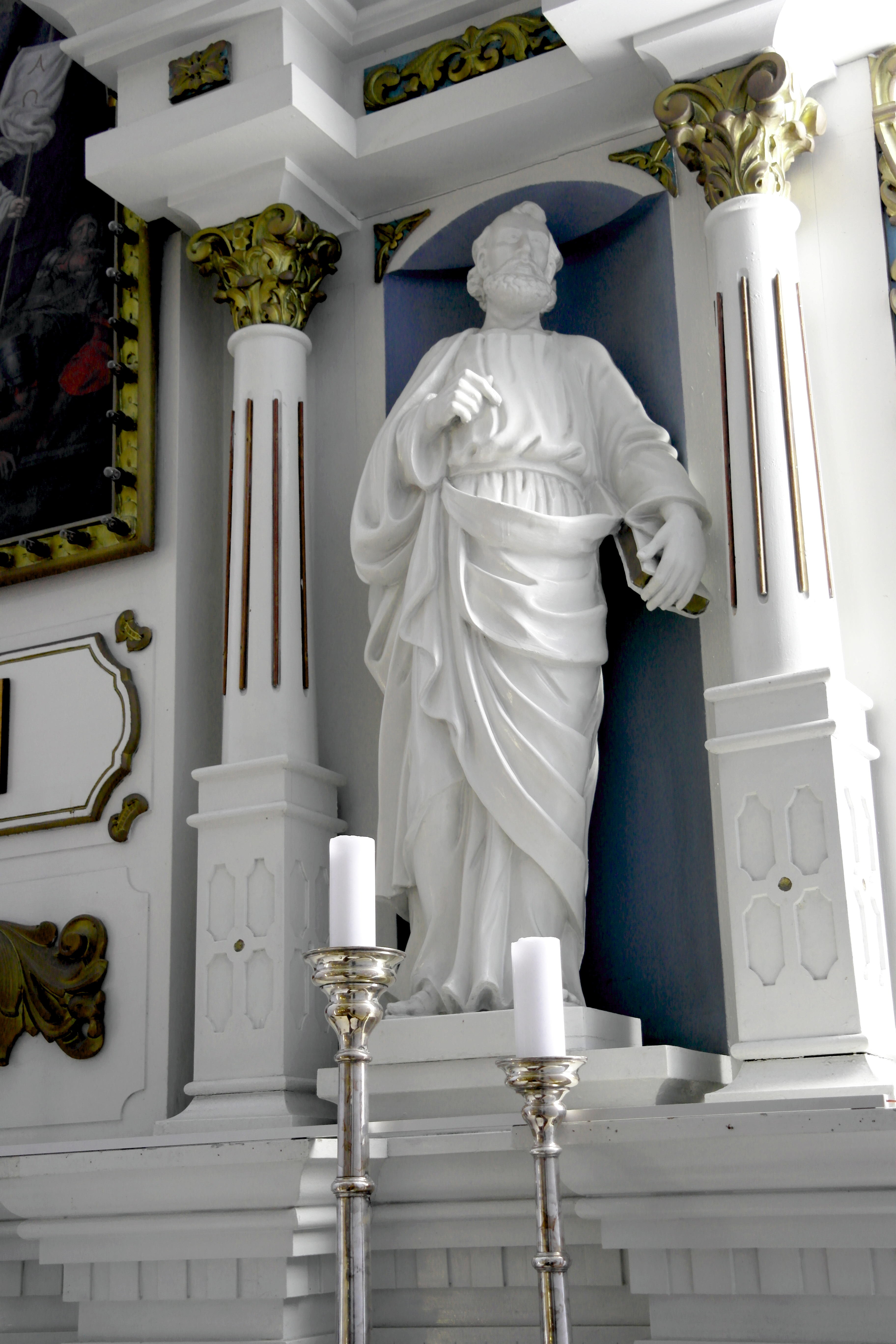
Fragment ołtarza w kościele ew. w Orłowej
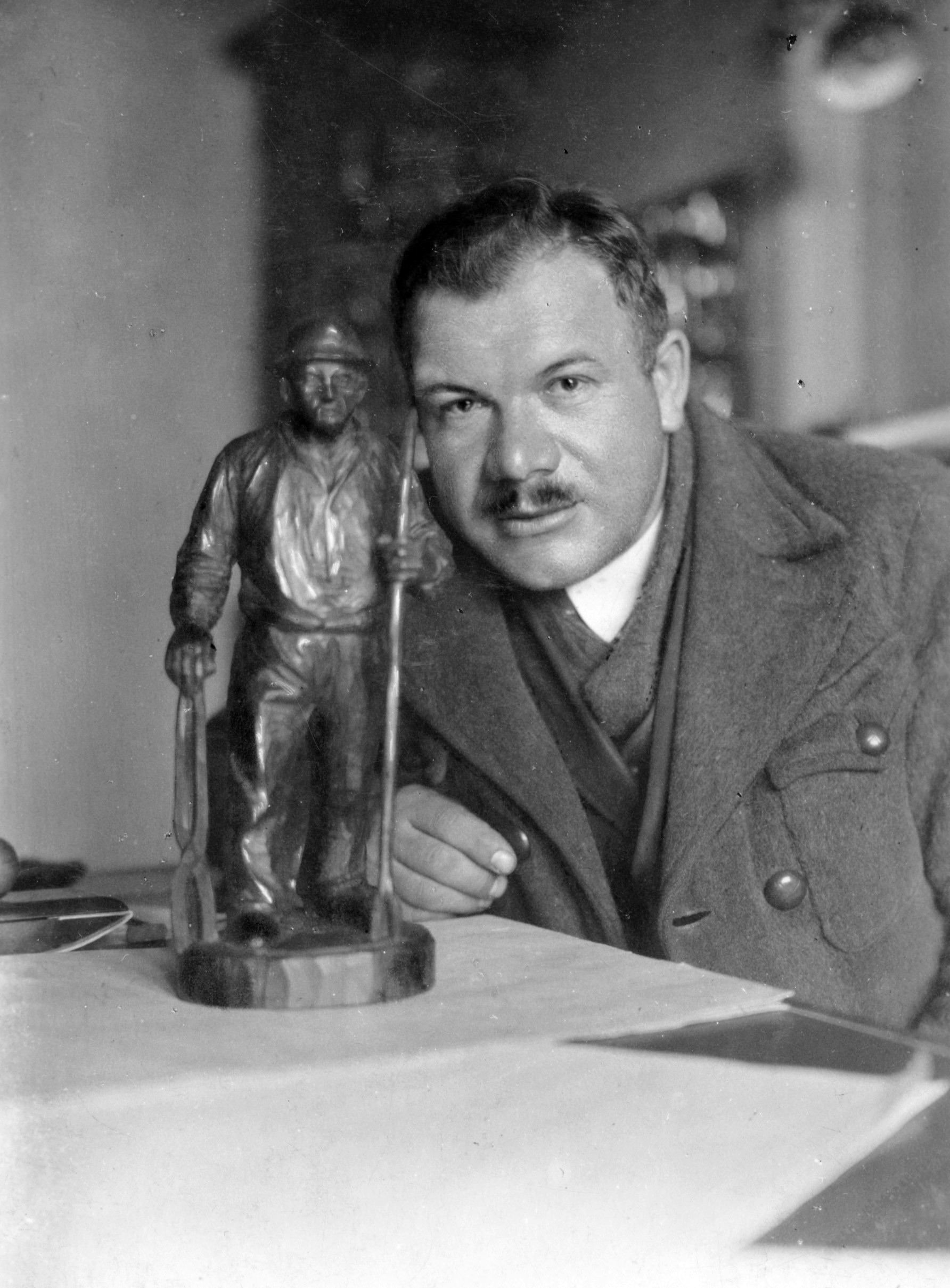
Henryk Nitra
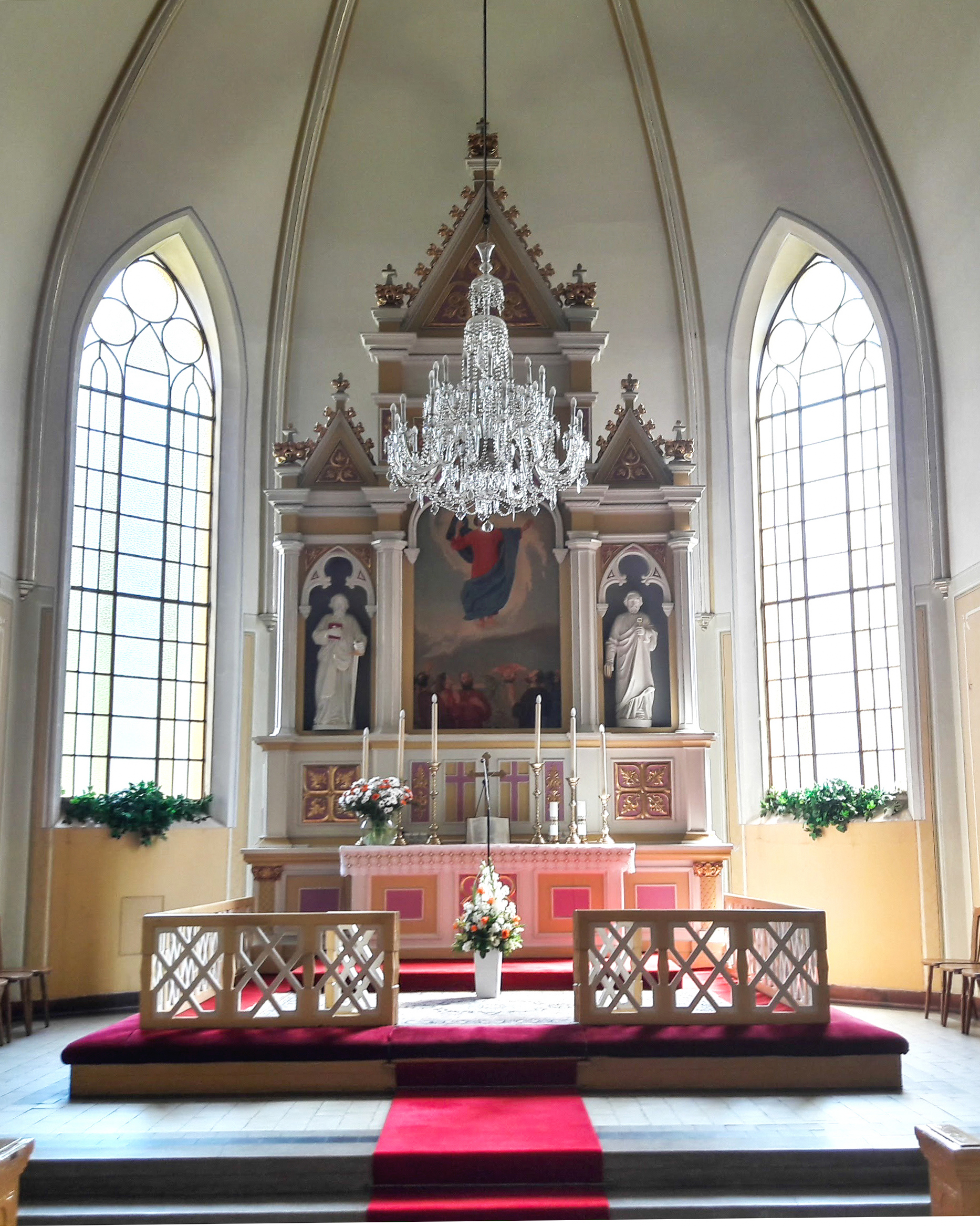
Ołtarz_H.Nitry_w_ew.kościele_na_Niwach w Cz.Cieszynie
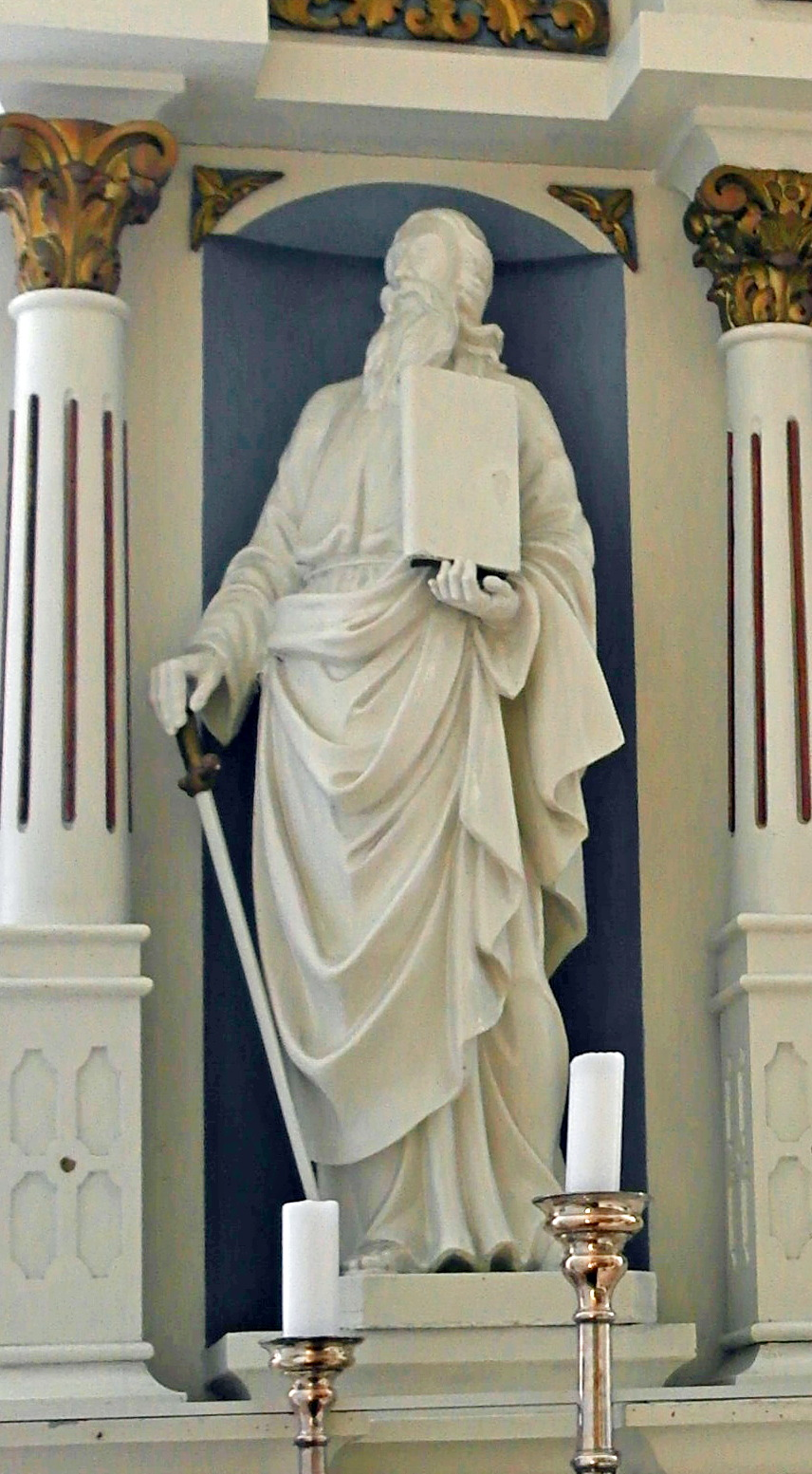
Postać z ołtarza w ew. kościele w Orłowej

## Literatura
- J. Golec, S. Bojda: Słownik biograficzny Ziemi Cieszyńskiej T.2 s.156,Cieszyn 1995
- Leksykon Polaków w Republice Czeskiej i Republice Słowackiej. T. 2 / red. nauk. Zenon Jasiński, Bogdan Cimała. - Opole, 2015, s. 313
- Szyndzioły 1948/16 s. 60-70
- Kalendarz Głosu Ludu 1949 s.95-97
- ZWROT 1969/8; 1980/12; 2008/9
- Kalendarz Beskidzki 1985 s. 190-191;1989 s. 97-100
- Słownik artystów polskich i obcych w Polsce działających (zmarłych przed 1966 r.), tom IV
- W. Sikora, Henryk Nitra, Bielsko-Biała 1981